# 勒合加墓地
勒合加墓地，位于中国青海省同仁县麻巴乡群吾村，为第四批青海省文物保护单位，公布日期为1986年5月27日，类型为古墓葬。
勒合加墓地的历史年代为齐家文化、卡约文化。